# Lindenhof (Oberelfringhausen)

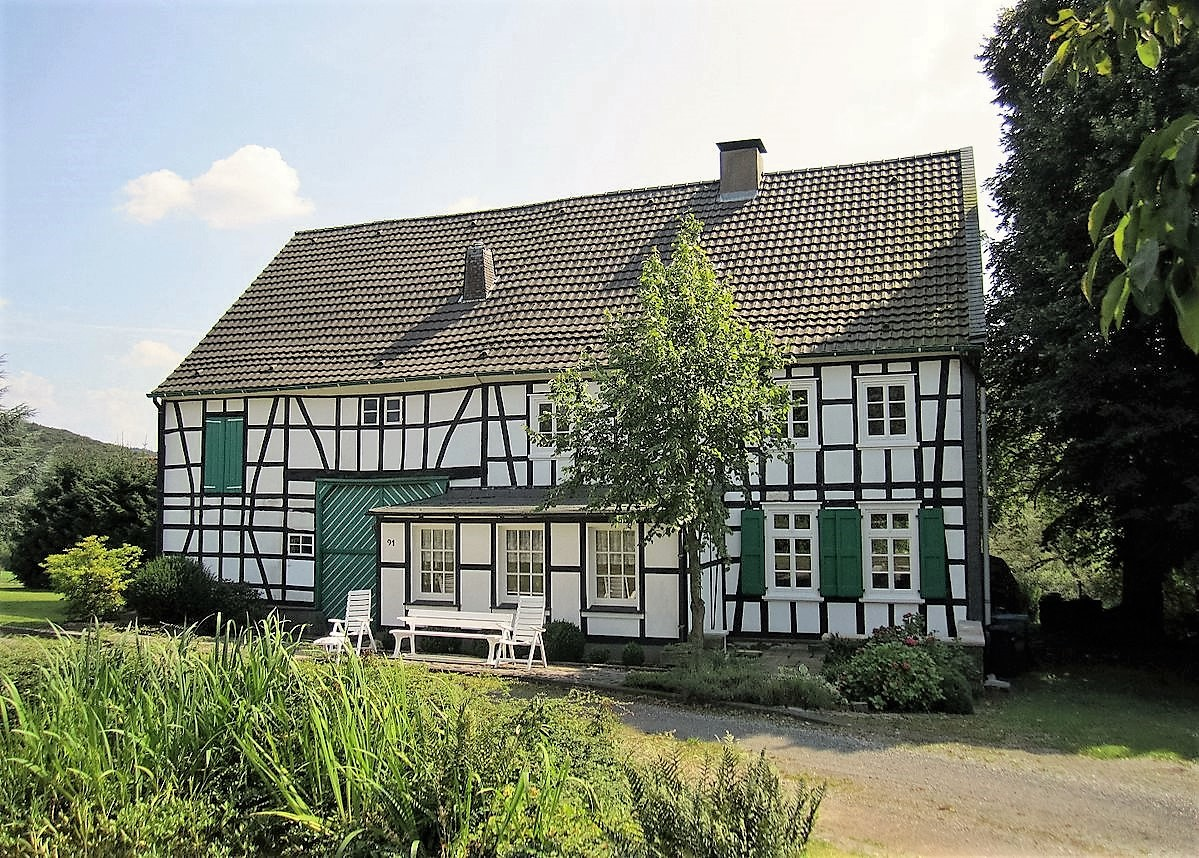
Baudenkmal Lindenhof

Der Lindenhof ist ein historischer Bauernhof an der Felderbachstraße 91 im Hattinger Stadtteil Oberelfringhausen (Nordrhein-Westfalen). Das seit 1983 denkmalgeschützte Fachwerkhaus wurde um 1780 erbaut.

## Geschichte
Der Lindenhof wurde urkundlich erstmals im Jahre 1005 als „Diie Lynde, up ter Lynden“ erwähnt. Nach dem Weistum von 1534 gehörte Herman up der Liinden zu den 19 freien Königshofbauern des Hofes Hattingen. Sein Hof war einer der drei Höfe mit den höchsten Abgaben. Er hatte an Geld und Naturalien abzugeben:  Maibede 22 Croner (Deutzer) Albus, Herbstbede 27 Albus – Offergelt (Zehnt) 9 Albus – Hundehafer 2 Malter – an den Abt 1 Scheffel Hafer, 1 Schwein „von 8 daler“ und 1 Herrenschilling – an den Schultheiß 1 Scheffel Hafer, 1 Mähdienst und die Fallsteuer (Sterbfallabgabe).
Zum Lindenhof gehörten früher eine Reihe von Kotten, so der „Buschmannskotten“, der Kotten „Im Stemmen“, der Kotten „Unterste Höbusch“, der Kotten „Herolds Egge“, der Kotten „Hildebrandts Egge“ und der Kotten „Jost am Hippenhorn“ in Oberstüter, die aber im 19. Jahrhundert durch Heirat oder Verkauf abgingen. Die ursprüngliche Grundstücksgröße mit Kotten muss beträchtlich über 200 Morgen groß gewesen sein. Nach Abgang der Kotten ist der Lindenhof heute noch 144 Morgen groß und erstreckt sich von der Grenze des Gehöftes Bärwinkel über die Felderbachstraße, den sogenannten Linnerkopp (Linderkopf, Linderhöhe) – wo sich früher die Fliehburg befand und jetzt das Drehfunkfeuer Barmen steht – über den Höhenweg bis zum Deilbach. Dort gehört noch eine Bachwiese zum Hof. 
Neben dem Fachwerkhaus gehörte auch ein separat stehendes Landarbeiterhaus aus dem 19. Jahrhundert zum Lindenhof. Ehemals wohl mit Bandwirkerei, ab 1936 vermietet an die Familie Winkelmann. Hier betrieb bis 1959 der Kupferschmied und Bildhauer Wilhelm Winkelmann (1904–1989) eine Werkstatt mit Atelier. Im Zweiten Weltkrieg mit einquartierten Soldaten und der Funkzentrale für das Felderbachtal. Ende der 1960er Jahre wurde auf dem Lindenhof die Landwirtschaft aufgegeben. In dieser Zeit auch das Landarbeiterhaus abgerissen und an gleicher Stelle ein modernes Wohnhaus errichtet.
Besitzer war seit Urzeiten die nach dem Lindenhof benannte Familie Lindermann, bis sie 1919 den Hof an den Kaufmann Emil Ströter sen. aus Barmen verkaufte, welcher es an seinen Sohn Emil Ströter jun. vermietete. 1925 wurde der Lindenhof von der aus Meiderich stammenden Familie Meiwes erworben. Diese musste dort ihren angestammten Hof verlassen, weil der Duisburger Binnenhafen ausgebaut wurde. Heinrich Meiwes war von 1952 bis 1969 Gemeindevorsteher von Oberelfringhausen. Durch Heirat der Tochter Ute lebt heute in der Folgegeneration die Familie Pohlmann auf dem Lindenhof.  
Der Lindenhof liegt im Landschaftsschutzgebiet Niederbredenscheid/Elfringhausen und südlich des Fachwerkhauses steht als Naturdenkmal eine Hainbuche.

## Fliehburg

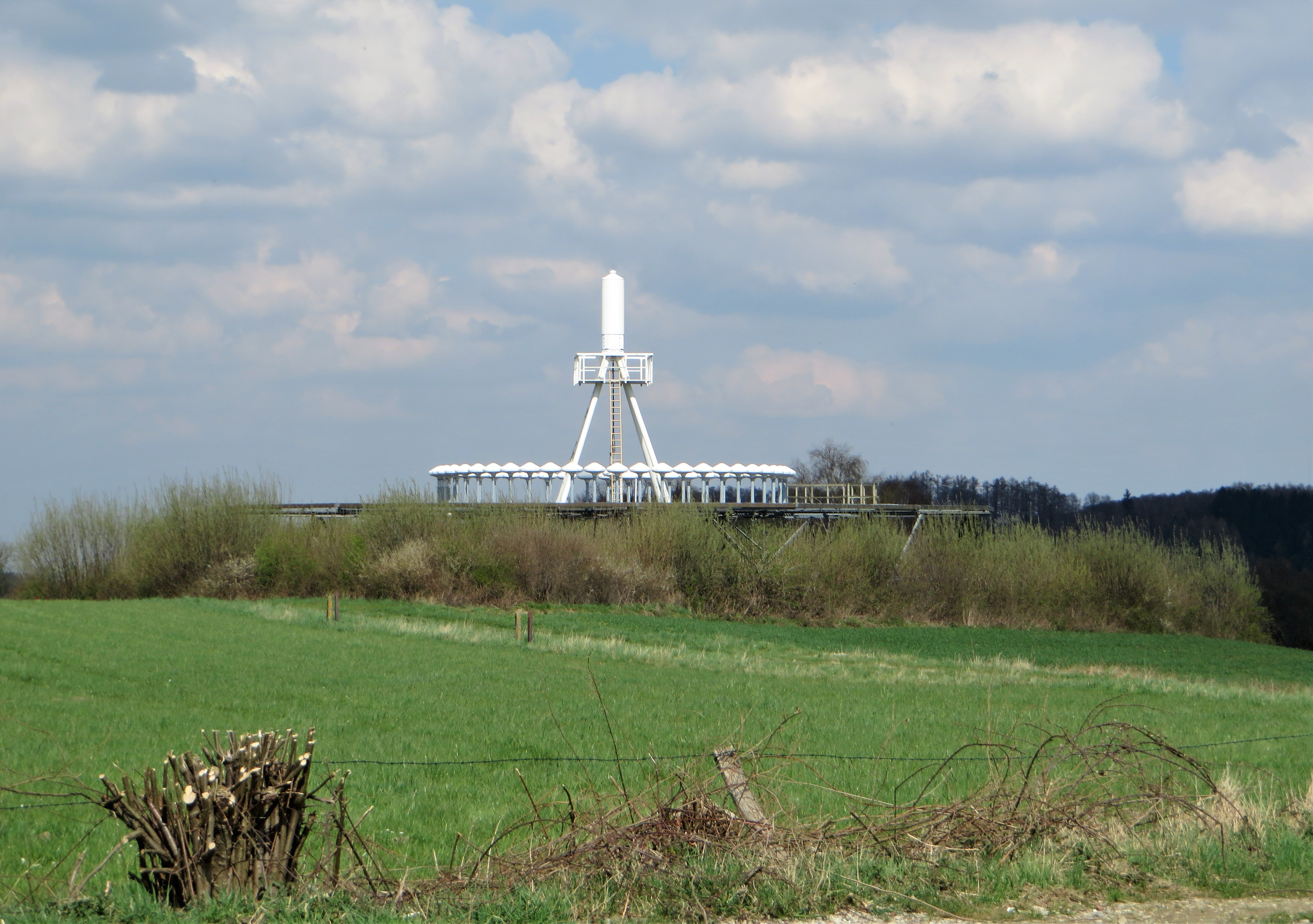
Drehfunkfeuer Barmen, Standort der ehemaligen Flieh- oder Wallburg

Auf dem westlichen Grund des Lindenhofes, dem Linderkopf (Stemmen), wurde bei Ausgrabungen in den 1930er Jahren die Überreste einer 23 Morgen großen altgermanischen Flieh- oder Wallburg mit einem doppelten Ringwall entdeckt. Vermutlich hatte der äußere Wall eine Höhe von 2 m und der innere Wall eine Höhe von 1 m in seinem Urzustand und dazwischen befand sich das undurchdringliche dornige Gestrüpp. Gefunden hat man dabei auch eine ca. 4000 Jahre alte Steinwaffe, einen Faustkeil aus grünlichem Stein von einfacher Bearbeitung. Heute befindet sich an der Stelle der ehemaligen Wallanlage das Drehfunkfeuer BAM „Barmen“ und nur an einigen der umgebenden Ackergrenzen kann man den äußeren Wall noch erahnen.